# ТУ2мк
ТУ2мк (рос. Тепловоз, Узкоколейный, второй (2) серии, с механической передачей, карданный) — вузькоколійний тепловоз, є модернізацію тепловозу ТУ2м.

## Історія
Через використання дишел, візки часто виходили з ладу, що спонукало до створення оновленої версії. В 1961 році Камбарський машинобудівний завод змінив конструкцію візків, які в майбутньому також використовуватимуться на тепловозі ТУ4. З другого кварталу 1961 року почалося виробництво модернізованої версії, з новим позначенням ТУ2мк.
Виробництво тривало ще два роки, і завершилося 1963-1964 роках, йому на зміну прийшов тепловоз з гідромеханічною передачею ТУ4. За наявними данними, виготовлено не менше 337 штук.

## Конструкція
Конструкція попередньої і модернізованої версії хоч візуально схожі, але мають відмінності. Головною відмінністю стало застосування бездишлових візків з карданним приводом на дві осі. Також оновлено гальмівну систему, в дію гальма приводяться чотирма гальмівними циліндрами, як на автомобілі МАЗ-200, а не одним, як було в ТУ2м.
Змінено конструкцію капоту, та облицювання радіатора. Тепловоз має вертикальні жалюзі радіатора спереду, і горизонтальні по боках. Мітельник на модифікованій версії має округліші форми, тоді як на першій версії він був гостріший.

### Технічні характеристики
- Тип: з механічною передачею;
- Рід служби: вантажний, маневровий;
- Осьова формула: 0-2-0 + 0-2-0;
- Привідних осей: 4;
- Візків: 2;
- Потужність силової установки: 150 к.с.;
- Конструкційна швидкість: 40 км/год;
- Службова маса: 16 т;
- Запас палива: 490 кг;
- Запас мастила: 70 кг;
- Запас піску: 200 кг;
- Запас води: 69 кг;
- Мін. радіус прохідних кривих: 30 м;

### Габарит
- Висота: 3 050 мм;
- Ширина: 2 063 мм;
- Довжина: 7 684 мм;
- Відстань осями на візку: 4 727 мм;
- База візка: 1 200 мм;
- Колія: 750 мм;

### Силова установка[3]
- Марка: У2Д6;
- Кількість: 1;
- Кількість циліндрів: 6;
- Тип палива: дизель;
- Максимальне число обертів (за хвилину): 1500;
- Сила тяги: до 4800 кг;

## Модифікації
Відомо про модифікацію мінімум одного ТУ2мк, на ширину колії 900 мм, для шпалопросочувального заводу в Ґорі, Грузія.

## Експлуатація

### В СРСР
Цей тепловоз використовувся, в основному, на промислових залізницях СРСР.

### В Україні
В незалежній Україні жодної одиниці не збереглося.
Відомо про використання цих тепловозів на території УРСР. В Брошневі використовувся ТУ2мк-178, та мінімум один в Бистриці з невідомим номером.

### В Росії
На території Росії зберігся один тепловоз цього типу, в Єкатиринбургському музеї вузькоколійної залізниці, він знаходиться в запасах музею.